# Маньяско, Марчело
Марсело Маньяско (исп. Marcelo Magnasco; род. 23 июня 1958) — аргентинский фехтовальщик.
На летних Олимпийских играх 1984 года выступал в нескольких дисциплинах: командная шпага, личный турнир шпажистов и командная сабля, показав лучший результат в командной рапире, где аргентинцы заняли 10-е место.